# Pentacyphus lehmannii
Pentacyphus lehmannii är en oleanderväxtart som först beskrevs av Rudolf Schlechter, och fick sitt nu gällande namn av S. Liede. Pentacyphus lehmannii ingår i släktet Pentacyphus och familjen oleanderväxter. Inga underarter finns listade i Catalogue of Life.